# Дион Кассий
Луций Клавдий Кассий Дион Кокцеан (или Коккейан), более известный как Дион Кассий или Кассий Дион (др.-греч. Δίων ὁ Κάσσιος, лат. Lucius Claudius Cassius Dio Cocceianus; между 155 и 164 годами н. э., Никея, провинция Вифиния и Понт, Римская империя — 230-е годы н. э.) — римский консул и историк греческого происхождения, автор часто цитируемой «Римской истории» (др.-греч. Ῥωμαϊκὴ ἱστορία, Rōmaïkē historia) в 80 книгах, охватывающих историю от прибытия Энея в Италию до времён Александра Севера. Более половины сочинения, написанного на древнегреческом языке, сохранилось целиком или в значительных извлечениях. Существует полный английский перевод труда Диона Кассия, опубликованный в «Loeb Classical Library». На русский язык переведены полностью книги LI—LXXX.

## Биография

### Происхождение, рождение и детство
Отец Диона, Кассий Апрониан, был при Марке Аврелии наместником Далмации, а при Коммоде — Киликии; возможно, он был консулом-суффектом. Существует предположение, что Дион был внуком по материнской линии известного оратора, писателя и философа Диона Хрисостома. Дальним предком Диона Кассия, возможно, был Кассий Асклепиодот из Никеи (провинция Вифиния и Понт), сосланный Нероном и восстановленный в правах Гальбой. Некоторые представители рода Кассиев занимали видное положение в Никее.
Будущий историк родился в Никее, хотя существует предположение о его рождении в Риме, где часто бывал его отец. Дата рождения Диона неизвестна: Сергей Иванович Соболевский вслед за Г. Вриндом указывает на примерно 155 год, Г. Вирт относит время рождения к 155—160 годам, Фергюс Миллар и Бенедикт Симонс вслед за Эдуардом Шварцем пишут о примерно 163—164 годах, Мартин Хозе предполагает примерно 163 год. В Никее Дион получил хорошее риторическое образование.

### Политическая карьера
Основным источником по жизни историка являются некоторые личные отступления в его главной работе. Сохранились также краткая статья в византийской энциклопедии «Суда» и отзыв патриарха Фотия на «Римскую историю» с некоторыми деталями биографии. Не позднее 180 года Дион уже находился в Риме и начал продвигаться по карьерной лестнице. В этом году он уже пребывал в курии во время заседания сената, когда Коммод выступал с речью. Около 182 или 183 года, когда Коммод убил братьев Квинтилиев, Дион Кассий находился в Киликии вместе с отцом. О занимаемых должностях до претуры ничего не известно: как и многие дети сенаторов, он мог служить в коллегии вигинтивиров, а затем быть военным трибуном, квестором и эдилом. Фергюс Миллар замечает, что греки традиционно не получали назначений в неэллинизированные провинции, и на основании упоминания о пребывании во Фригии предполагает, что Дион Кассий около 188—189 годов был квестором в провинции Азия, к которой относилась и Фригия. По другой версии, Дион стал квестором годом позднее. С. И. Соболевский, впрочем, полагает, что в течение всего правления Коммода Дион жил в Риме и выступал на судебных заседаниях (его судебная деятельность засвидетельствована: Кассий упоминает, что ему приходилось выступать в суде против будущего императора Дидия Юлиана). В последние годы жизни Коммода Дион Кассий уже был сенатором и регулярно посещал заседания: он замечает, что не видел в эти годы в курии Тиберия Клавдия Помпеяна.
При Пертинаксе в 193 году Дион Кассий был возвышен и назначен претором. Впрочем, вскоре к власти на два месяца пришёл Дидий Юлиан, и назначение Диона было на время заморожено. В результате в должность он вступил уже при Септимии Севере — в 194 или 195 году. После окончания срока магистратуры он получил в управление некую небольшую провинцию. При Септимии Севере он стал консулом-суффектом. Возможно, он входил в состав интеллектуального кружка, которому покровительствовала супруга императора Юлия Домна. В правление Каракаллы Дион был вынужден сопровождать императора в его поездках и брать на себя расходы по возведению новых сооружений. В 217 или 218 году новый император Макрин поручил Диону восстановить порядок в важнейших городах провинции Азия, Смирне и Пергаме. Вскоре новым императором стал Александр Север, который благоволил Диону. Он вошёл в число ближайших доверенных лиц династии Северов и, возможно, вошёл в императорский совет (consilium). В правление этого императора Дион был проконсулом в Африке, легатом в Далмации и Верхней Паннонии, а в 229 году Александр Север сделал его консулом во второй раз, причём коллегой Диона стал сам император. Однако вскоре после вступления в должность историк вернулся в Никею, сославшись на преклонный возраст и слабое здоровье. Патриарх Фотий упоминает о некой болезни ног, поразившей Кассия. Впрочем, Дион мог покинуть Рим и из-за давления военных: известно, что он поссорился с преторианской гвардией (по другой версии, с легионерами) из-за строгости в управлении войсками в Верхней Паннонии, и ему угрожали. В Вифинии историк умер после 230 года; по одной из версий, примерно в 235 году. Среди потомков историка известен его внук или правнук, консул 291 года Кассий Дион.

### Литературная деятельность
Примерно в 194 году Дион написал трактат «О снах и предзнаменованиях» и посвятил свой труд Септимию; тот ответил благожелательным письмом. Выбор темы для сочинения и благодарность Септимия обусловлены большой даже по меркам античной эпохи популярностью темы сновидений и чудесных знамений в это время.
По словам самого Диона Кассия, в ночь после получения и прочтения письма от Септимия у него во сне было видение, побудившее обратиться к написанию истории. Первым его историческим сочинением стала «История Коммода», принятая очень тепло. Успех первой работы побудил Диона обратиться к созданию большого сочинения, которое охватывало бы всю историю Рима от его основания. По признанию историка, десять лет у него ушло на сбор материалов, а ещё двенадцать лет он потратил на написание своей работы. В современной историографии не существует единого мнения относительно абсолютной хронологии сбора и написания «Римской истории». Некоторые исследователи (в частности, Тимоти Дэвид Барнс и Чезаре Летта) отсчитывают начало работы над сочинением со смерти Септимия Севера в 211 году: сбор материалов примерно до 222 года, завершение работы к 234 году. Другие (в частности, Эдуард Шварц, Эмилио Габба и Фергюс Миллар) являются сторонниками более распространённой версии о раннем начале работы Диона. Они предполагают начало сбора материалов между 194 и 201 годами, а окончание работы над сочинением относят к 216—223 годам. Встречаются и иные варианты датировки.
«История Коммода», вероятно, была включена в «Римскую историю» при её составлении. Византийская энциклопедия «Суда» в статье о Дионе Кассии приписывает ему ещё пять сочинений — «Историю персов», «Историю гетов», «Деяния Траяна», «Жизнеописание Арриана» и работу под неясным названием «Ἐνόδια». По мнению А. В. Махлаюка, первые два сочинения приписаны Диону ошибочно, а история Траяна и биография Арриана вполне могли быть написаны историком, хотя тексты этих сочинений не сохранились («История гетов» порой считается принадлежащей перу Диона Хрисостома, с которым Диона Кассия часто путали). Историк Иордан также знает Диона Кассия как автора труда об истории готов (гетов). Все эти сочинения не сохранились.

## Особенности «Римской истории». Исторический метод
В основе структуры «Римской истории» лежит деление на декады (разделы по десять книг), которых насчитывается восемь. Началом каждой декады становится некое глобальное событие — Первая Пуническая война, битва при Акции и др. Подробнее всего в сохранившихся частях труда Диона описаны события I века до н. э. — времени перехода от Римской республики к империи. Перечисление основных событий и списки консулов в начале некоторых книг, вероятно, являются более поздними вставками. Напротив, постепенно выходящая из употребления в годы жизни Диона датировка годов по консулам наверняка аутентична, но историк использует подобный метод отсчёта времени лишь для событий до 96 года н. э.
Дион старался по возможности последовательно реконструировать очерёдность событий. Кроме того, он активно выстраивал причинно-следственные связи между событиями. Впрочем, историку не всегда удавалось корректно объединить свидетельства разных источников, и порой Дион противоречит сам себе.
При описании событий прошлого историк порой высказывает суждения, основанные на личном опыте. Впрочем, его собственные наблюдения зачастую носят занимательный характер и не используются, например, для детализации полей битв.
В построении материала историк использовал анналистический принцип, более популярный у римлян, чем у греков. Впрочем, из-за стремления установить причины событий историк порой отклоняется от хронологии. В соответствии с требованиями времени предпочитает описывать крупные события, зачастую игнорируя мелкие; мало исторических анекдотов. Иногда историк прибегает к риторическим приёмам для создания драматического эффекта, чтобы подчеркнуть важность, причём иногда это происходит в ущерб исторической объективности. По этой же причине имена, цифры и точные даты историк нередко опускает. Мало интересуют его и географические подробности. Частично теряют индивидуальность и битвы.
Современные исследователи по-разному смотрят на историческую концепцию Диона. Фергюс Миллар отказывает сочинению Диона во внутреннем единстве и, таким образом, отрицает возможность установления исторической концепции автора; другие учёные, в частности А. В. Махлаюк, придерживаются противоположной точки зрения. В целом «Римская история» написана с оглядкой на современную автору эпоху (начало III века н. э.).

## Стиль
По античной традиции, Дион тщательно заботится о стиле своего сочинения. Он стремится к краткости изложения, в значительной степени подражая Фукидиду, классику греческой историографии. Несмотря на то, что Дион жил в эпоху распространения койне, он старался писать на устаревшем аттическом диалекте, что было общей тенденцией авторов, работавших в годы популярности «второй софистики». При этом иногда у него встречаются латинизмы. В целом его стиль характеризуется как простой и ясный. Для «Римской истории» характерно значительное число речей, через которые автор нередко выражает свои собственные взгляды. В этих речах, построенных по примеру Фукидида, Дион прибегает и к частому использованию риторических приёмов, хотя обычно он использует их лишь при описании особенно важных моментов. В сочинении греческого историка довольно много антитез. Встречаются и элементы трагической историографии: например, при рассказе о землетрясении в Антиохии и о проскрипциях Суллы Дион Кассий делает акцент на драматизации текста, а не на передаче деталей. При описании событий императорской эпохи Дион начинает более подробно описывать характеры различных персонажей, особенно императоров.
Если историку не удавалось подобрать подходящий греческий термин для римского явления, он нередко использовал длинное разъяснение.
Порой Дион Кассий приносил историческую достоверность в жертву желанию быть похожим на «Историю» Фукидида: например, при описании войны Октавиана и Агриппы с Секстом Помпеем никейский историк взял за основу изложение афинским писателем событий Сицилийской экспедиции. Впрочем, круг чтения Диона не ограничивается Фукидидом и другими историками: он цитирует Гомера, Софокла, Еврипида, знает Демосфена, Эсхина, Андокида, Плутарха, римских авторов не из числа историков — Цицерона, Сенеку Младшего, Горация, Вергилия (цитирует его «Энеиду» в греческом переводе).
Историк нередко дополняет изложение географическими, астрономическими, зоологическими экскурсами, часто упоминает архитектурные памятники и здания, связанные с историческими событиями, проявляет интерес к технике: в частности, Дион дважды со знанием дела рассказывает о технологиях строительства римских мостов.
В «Римской истории» не очень много подробностей, которые могли бы лучше раскрыть описанные события. Историк старательно придерживается установки на предложение читателю минимума деталей, которые считались недостойными исторического жанра (однако, вопреки этой установке, Дион по ходу изложения упоминает множество малозначимых персонажей). Историк традиционно избегает называть даты, хотя и подсчитывает время правления каждого императора с точностью до дня. Например, называя дату битвы при Акции, Дион Кассий просит прощения у читателей за эту подробность, объясняя, что именно с этого дня он отсчитывает правление Октавиана. Лишь начиная с правления Макрина начинают регулярно появляться даты разных событий. Историк также не включал в своё сочинение многие известные события, которые он счёл лишними. Например, рассказывая о событиях 59 года до н. э., Дион Кассий проигнорировал обширное законодательство Цезаря, поскольку оно, по его словам, очень велико и ничего не добавляет к повествованию. Это принесение подробностей в жертву стилю и историографическим канонам несколько снижает ценность Диона Кассия как исторического источника.

## Взгляды
Хотя Дион по происхождению грек, его приверженность Римской империи не вызывает сомнений: он даже не сожалеет об утере греческими полисами и государствами независимости. Описывая прошлое, историк постоянно идентифицирует себя с сенатом, говоря о сенаторах в первом лице множественного числа. Впрочем, в отличие от Тацита, другого сенатора-историка, Дион лучшего мнения о монархии (как правило, его взгляды характеризуются как умеренно-монархические), а его взгляды на республику весьма сдержанные. Вслед за Фукидидом Дион Кассий полагает, что демократия ведёт к внутренним конфликтам, и считает именно народовластие причиной, по которой Римское государство едва не распалось. Впрочем, его монархизм имеет границы: будучи реалистом и помня о множестве примеров из истории и личного опыта, историк не особо уповал на «хороших» императоров. Вместо распространённого убеждения в необходимости занятия власти «хорошими» императорами он полагал, что между императорской и сенатской властью следует установить компромисс. Самоидентификация Диона с сенаторами позволила ему высоко отзываться о господстве сената в Римской республике в целом, а ряд политиков этого периода, поставивших общие интересы выше собственных, — Квинт Фабий Максим, Сципион Эмилиан и Катон Младший — удостоились его высокой оценки. Образцовыми императорами для Диона являются Октавиан Август, Траян, Марк Аврелий, Пертинакс, а идеальной эпохой — время правления Августа. О современной ему эпохе Дион Кассий невысокого мнения, он возмущается необразованностью придворных и даже императора Каракаллы.
Противников монархии он критикует, хотя не прекращает использовать сочинения сенаторов, оппозиционных императорам. Нередко предполагается, что взгляды историка на политику соответствуют вымышленной речи Мецената к Октавиану Августу в 52-й книге:
«…[следует] положить предел дерзости толпы, руководство государственными делами взять в свои руки вместе с другими лучшими людьми, так чтобы совет держали самые разумные, властвовали самые осведомлённые в военном деле, а воевали бы в качестве наёмников самые крепкие телом и самые бедные».
Впрочем, в настоящее время указывается на необходимость осторожного приписывания Диону изложенных взглядов. Скорее, отрицательно историк относится к простому народу, а засильем преторианской гвардии в политике он возмущён.
Большое значение историк придавал сновидениям и чудесам, а также пророчествам, что было характерно для его эпохи (см. раздел «Литературная деятельность»). В тексте своего сочинения он неоднократно упоминает привидевшуюся ему во сне богиню (вероятно, он имел в виду богиню Тюхе) и говорит о других снах, влиявших на его поступки. Нередко Дион дополняет изложение своими рассуждениями о морали.

## Сохранность «Римской истории»

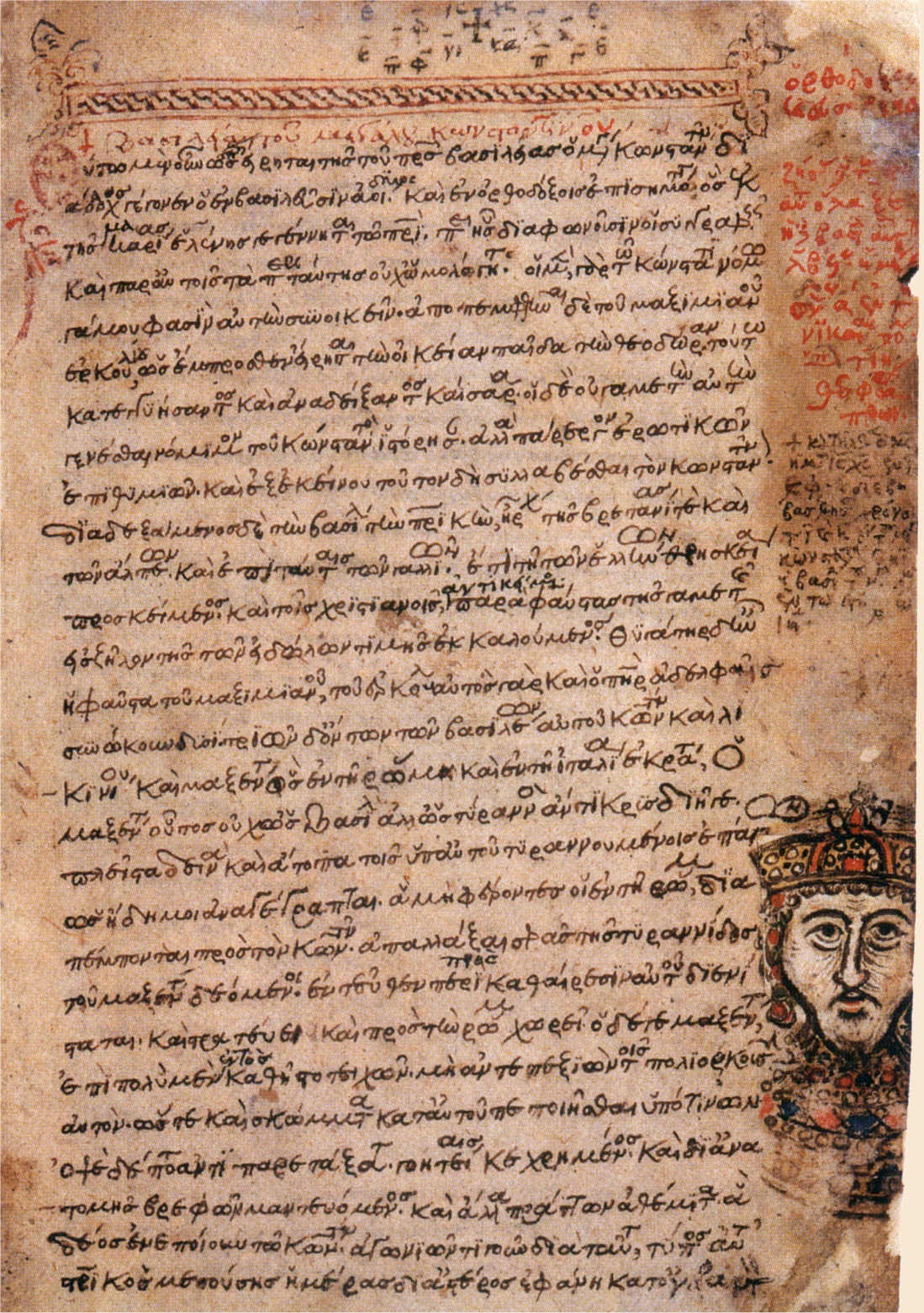
«Эпитома» Иоанна Зонары. Страница из рукописи XV века

Сочинение Диона Кассия сохранилось не полностью, а значительная часть работы известна лишь по извлечениям, сделанным в византийскую эпоху.
«Римскую историю» часто использовал для написания своей работы византийский историк XII века Иоанн Зонара (его сочинение называлось «др.-греч. Ἐπιτομὴ Ἱστοριῶν» — «Извлечение (Эпитома) из исторических сочинений»). Книги 7—9 работы Зонары (от Энея до 146 года до н. э.) в основном опираются на материал Диона Кассия (книги «Римской истории» до 21-й включительно), хотя привлекаются также работы Плутарха и Геродота. Благодаря этому содержание первых книг Диона в целом известно, хотя и со значительными сокращениями. После сообщения о разрушении Карфагена Зонара указывает, что не может найти никаких древних источников для этого периода. Зонара также использовал Диона Кассия для описания событий после убийства Цезаря (44-я книга «Римской истории») и до правления Нервы (68-я книга). Впрочем, здесь извлечения из Диона Кассия заметно меньшие по объёму, и вместе с ними используются материалы Плутарха, Иосифа Флавия, Аппиана и Евсевия Кесарийского. Возможно, для этого раздела своего труда Зонара пользовался не только оригинальным сочинением Диона Кассия, но и извлечениями Ксифилина (см. ниже). Начиная с правления Траяна Зонара наверняка использует не оригинальный текст «Римской истории», а извлечения Ксифилина.
Книги с 36-й по 60-ю сохранились почти целиком (лишь в книгах с 54 по 60 есть лакуны). Всего известно 11 манускриптов с этой частью «Римской истории». Сохранился также большой фрагмент книг 78—79 (в другой системе нумерации книг историка их нумерация — 79 и 80).
 Трапезундский монах второй половины XI века Иоанн Ксифилин, племянник константинопольского патриарха Иоанна VIII Ксифилина, составил извлечения («Эпитомы») книг «Римской истории» с 36-й по 80-ю. Заказчиком, возможно, был император Михаил VII Дука. Эти извлечения являются важным источником для восстановления содержания книг с 61-й по 80-ю, в которых в том числе есть немало свидетельств о карьере самого Диона Кассия. Для работы Ксифилина характерно хаотичное заимствование отдельных фрагментов оригинального материала, который он почти не подвергал обработке. Впрочем, он иногда добавлял в текст свои комментарии и дополнения, которые касаются прежде всего истории раннего христианства. По мнению Фергюса Миллара, Зонара талантливее как компилятор по сравнению с Ксифилином: ему лучше удаётся сокращать оригинальные фразы без потери смысла и сохранять структуру «Римской истории». А. В. Махлаюк указывает и на явно намеренные пропуски важной информации (например, о британском походе Клавдия), сделанные Ксифилином.
Наконец, в византийскую эпоху был сделан ряд обширных тематических извлечений из сочинения Диона Кассия. Самые известные выполнены в правление Константина Багрянородного:
- «О добродетелях и пороках» (Περὶ ἀρετῆς καὶ κακίας; латинское обозначение — De Virtutibus et Vitiis, иногда — Excerpta Valesiana или Excerpta Peiresciana) — рукопись X века Codex Peirescieanus, хранится в библиотеке Тура, впервые опубликована в 1634 году Анри де Валуа. Среди выдержек из 14 различных историков содержится по меньшей мере 415 извлечений из Диона Кассия[69];
- «О сентенциях» (Περὶ γνωμῶν; De Sententiis) — палимпсест в рукописи Vaticanus Graecus 73. Используя химические реагенты, Анджело Май восстановил тексты извлечений и опубликовал их в 1826 году. Среди этих извлечений Диону Кассию приписываются и фрагменты о правлении Константина I; возможно, они принадлежат Петру Патрикию[70];
- «О послах» (Περὶ πρεσβειῶν; De Legationibus, иногда — Excerpta Ursiniana) — сохранились девять рукописей, скопированных с одного сгоревшего испанского манускрипта. Впервые фрагменты опубликовал Фульвио Орсини в 1582 году[71].

Эти извлечения отличаются почти буквальным цитированием. Компиляторы лишь дополняли первое предложение цитаты для лучшей передачи контекста фразы, незначительно меняли грамматику, заменяли речь от первого лица на третье. В некоторых случаях составитель прерывал предложение, не завершив его, и пересказывал длинные фразы. Иногда составители пропускали неинтересные для себя материалы.
На «Римскую историю» опирались также историк Евстахий из Эпифании (VI век) и Иоанн Антиохийский (VII век). Кроме того, фрагменты Диона Кассия о событиях 207—200 годов до н. э. сохранились в одной из рукописей «Географии» Страбона. Книги с 22-й по 35-ю, где описываются события от разрушения Карфагена до 68 года до н. э., сохранились лишь в незначительных фрагментах, поскольку их не использовали Зонара и Ксифилин. 61 краткий фрагмент «Римской истории» сохранился в подборке цитат, сделанной Максимом Исповедником, ещё 137 — в анонимном трактате «О синтаксисе» в рукописи Codex Parisinus 345. Множество единичных цитат встречается у византийских авторов, охотно ссылавшихся на «греческого Ливия».
В конце XIX — начале XX века филолог Урсул Филипп Бойссевен предпринял попытку восстановления текста Диона Кассия на основе разрозненных свидетельств. Его труд лежит в основе всех современных изданий и переводов. В начале XX века Эрнест Кэри и Герберт Фостер выпустили свою версию текста в серии «Loeb Classical Library», которая отличается от версии Бойссевена нумерацией параграфов. Долгое время «Римская история» считалась вторичным сочинением, но к концу XX века оценки Диона Кассия изменились в сторону улучшения.

## Сочинения
Текст и английский перевод:

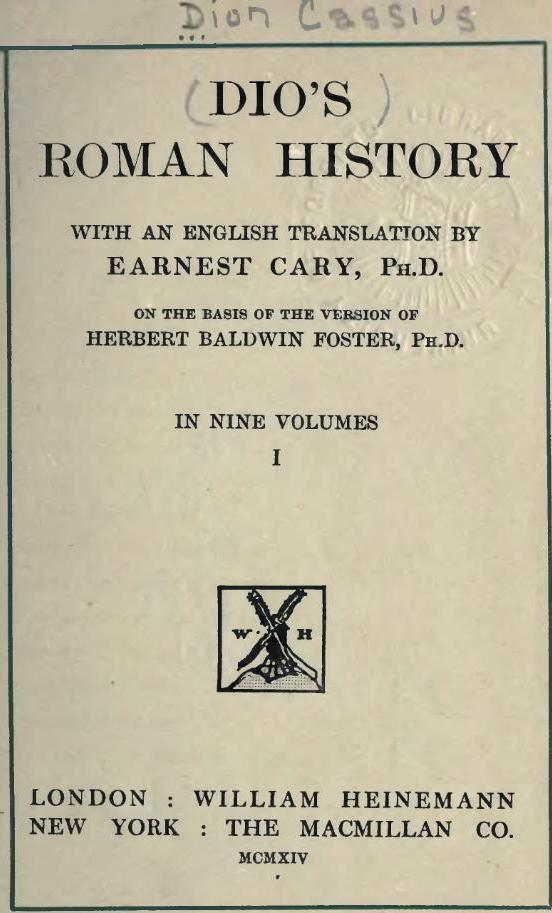
Издание Кэри и Фостера 1914 года в серии «Loeb Classical Library». Первый том «Римской истории».

- В серии «Loeb classical library» сочинение издано в 9 томах (№ 32, 37, 53, 66, 82, 83, 175, 176, 177)
  - Vol. I. Books I—XI
  - Vol. II. Books XII—XXXV
  - Vol. III. Books XXXVI—XL
  - Vol. IV. Books XLI—XLV
  - Vol. V. Books XLVI—L
  - Vol. VI. Books LI—LV
  - Vol. VII. Books LVI—LX
  - Vol. VIII. Books LXI—LXX
  - Vol. IX. Books LXXI—LXXX

Французский перевод:
- В серии «Collection Budé» начато издание: опубликованы Архивная копия от 19 августа 2011 на Wayback Machine 4 тома (кн. 41—42, 45—46, 48—51)

Русские переводы (частичные):
- Кассий Дион Коккейан. Римская история. Книги LXIV-LXXX / Пер. с древнегреч. А. В. Махлаюка, К. В. Маркова, Н. Ю. Сивкиной, С. К. Сизова, В. М. Строгецкого под ред. А. В. Махлаюка; комм. и статья «Историк „века железа и ржавчины“» А. В. Махлаюка. — СПб.: Филологический факультет СПбГУ, Нестор-История, 2011. — 456 с. — Серия: «Fontes scripti antiqui». — ISBN 978-5-8465-1101-9; ISBN 978-5-98187-733-9
- Кассий Дион Коккейан. Римская история. Книги LI — LXIII / Пер. с древнегреч. А. В. Махлаюка, К. В. Маркова, Е. А. Молева, Н. Ю. Сивкиной, С. К. Сизова, В. М. Строгецкого под ред. А. В. Махлаюка. — СПб.: Нестор-История, 2014. — 680 с. — Серия: «Fontes scripti antiqui». — ISBN 978-5-44690-378-1
- Дион Кассий о германцах. // Древние германцы: Сборник документов. — М., 1937. — С.146-168.
- Отрывки о Скифии и Кавказе. // Вестник древней истории. — 1948. — № 2. — С.268-277.
- Из «Римской истории». / Пер. А. Каждана. // Поздняя греческая проза. — М., 1961. — С. 473—482.
- Ряд небольших отрывков: Хрестоматия по истории Древнего Рима. — М., 1962.
- Отрывки. // Федорова И. В. Императорский Рим в лицах. — Смоленск, 1995.
- Отрывки об Индии. // Древний Восток в античной и раннехристианской традиции. Индия, Китай, Юго-Восточная Азия. / Пер. Г. А. Тароняна. — М.: Ладомир, 2007. — С. 257—258.
- Книга XXXVI Архивная копия от 18 июня 2012 на Wayback Machine. / Пер. с англ. С. Э. Таривердиевой и О. В. Любимовой.
- Книга XXXVII Архивная копия от 13 августа 2019 на Wayback Machine. / Пер. с англ. С. Э. Таривердиевой и О. В. Любимовой.
- Книга XLIII, главы 28-42. // Циркин Ю. Б. Античные и раннесредневековые источники по истории Испании. — СПб.: Издательство СПбГУ, 2006. — С. 36-42.
- Книга XLVIII Архивная копия от 18 июня 2012 на Wayback Machine. / Перевод с английского В. В. Рязанова
- Из книги LI (Антоний и Клеопатра). / Пер. М. Е. Грабарь-Пассек. // Памятники поздней античной научно-художественной литературы. — М.: Наука, 1964. — С.126-133.
- Книга LI. 20-27; LIV. 1-25. Перевод с древнегреческого В.В. Федотова. // Федотов В.В. Кассий Дион о начале правления Августа. М.: Издательство "Спутник+", 2011. - 67 с. ISBN 978-5-9973-1361-6.
- Дион Кассий Коккейан. Римская история. Книга LII. / Пер. К. В. Маркова и А. В. Махлаюка. // Вестник древней истории. — 2008. — № 2-3 (с предисловием, где приведена основная литература, посвященная творчеству Диона Кассия)
- Из книги LIII. / Пер. Н. Н. Трухиной Архивная копия от 24 октября 2018 на Wayback Machine // Хрестоматия по истории Древнего Рима. — М., 1987.
- Книги LVII и LVIII в пер. В. М. Строгецкого. // Методические указания к семинарам по истории Древнего Рима. — Горький, 1983, 1984, 1985, 1987.
- Книга LIX, 1-30. // Из истории античного общества. — 1999. — № 6.
- Книга LX, 1-35. // Из истории античного общества. — 2001. — № 7.
- Эпитома LXI книги. // Из истории античного общества. — 2003. — № 8.
- Эпитома LXII книги. / Пер. В. В. Антонова, К. В. Маркова, А. В. Махлаюка, Е. А. Молева, Н. Ю. Сивкиной (Нижний Новгород); комментарий и общая редакция А. В. Махлаюка. // Antiquitas Aeterna. Война, армия и военное дело в античном мире. — Саратов: Изд-во Сарат. ун-та, 2007.
- История кесарей. Книги LVII-LXIII «Истории римлян» Диона Кассия Коккейяна / Предисловие, перевод с английского, комментарии В. Н. Талаха; под ред. В. Н. Талаха и С. А. Куприенко. — Киев: Видавець Купрієнко С. А., 2013. — 239 с. — ISBN 978-617-7085-02-6.

## Комментарии
1. ↑  У иностранцев, получивших римское гражданство, и их потомков личное имя становилось когноменом. Как правило, когномен ставится после номена (Кассий Дион), но для иностранцев иногда применяется обратный порядок (Дион Кассий)[4]. Вариант «Дион Кассий» получил наибольшее распространение в русскоязычной литературе в качестве краткого имени писателя. А. В. Махлаюк полагает, что имя Коккейан или Кокцеян, встречающееся только в византийских источниках, приписано историку по ошибке, и считает более точной полной формой имени Луций Клавдий Кассий Дион, хотя некоторые исследователи считают, что в надпись с именем историка вкралась ошибка резчика[5].
2. ↑  В 1923 году Г. Вринд предположил на основании пребывания Диона в сенате в 180 году, что он не мог быть очень молодым к этому времени[9].
3. ↑  Традиционно первый консулат Диона Кассия датируется 205 или 206 годами[16]. Однако, по мнению С. И. Соболевского, первое консульство Диона относится к правлению Александра Севера, и его следует отнести к 222 или 223 году[19].
4. ↑  Фергюс Миллар считает подлинным фрагмент «Римской истории»[46], в котором автор говорит о своём чтении авторов-аттицистов ради лучшего следования их стилю[47]; впрочем, существует версия, что весь этот фрагмент является более поздней вставкой[48].
5. ↑  Полное название сочинения Ксифилина — «Эпитома Римской истории Диона из Никеи, сокращённая Иоанном Ксифилином, охватывающая правления двадцати пяти цезарей от Помпея Великого до Александра [Севера]»[67].